# بی‌مادر
بی مادر فیلمی به نویسندگی و کارگردانی سید مرتضی فاطمی و تهیه‌کنندگی علی اوجی و محمدرضا مصباح محصول سال ۱۴۰۰ است.این فیلم در بخش سودای سیمرغ چهلمین دوره جشنواره فیلم فجر حضور داشت.

## داستان
موضوع فیلم «بی‌مادر» زندگی آرام یک زوج است که با پا فشاری یکی از آن‌ها روی تصمیم‌اش، ناخواسته وارد آزمایش‌ها و دو راهی‌ها و مخاطرات اخلاقی می‌شود. انسان چیزی را به دست نمی‌آورد مگر اینکه چیزهایی را از دست بدهد و هر تصمیمی بهایی دارد که باید پرداخته شود …
فیلم بی مادر داستان زندگی زنی فقیر است که برای مشکلاتش راضی می‌شود رحمش را به زن و مردی که بچه‌دار نمی‌شوند اجاره دهد و به نحوی زندگی‌اش با این خانواده گره می‌خورد.

## بازیگران
- امیر آقایی
- پژمان جمشیدی
- میترا حجار
- علی اوجی
- پردیس پورعابدینی
- بیتا عزیزاوقلو
- سارا محمدی
- فاطمه میرزایی

## بازخورد

### نظرات منتقدان و تماشاگران
فیلم بی‌مادر عموماً با نقدهای منفی منتقدان و مخاطبان همراه بود و نظرات ضد و نقیضی دریافت کرد. «آریا قریشی»(منتقد) از فیلمنامه ضعیف و بی منطق، بازی‌های بد، شخصیت‌پردازی‌های ضعیف و استفاده بد از یک سوژه خوب انتقاد کرد. «مرجان فاطمی»(منتقد)، فیلم را قابل پیش‌بینی با سوژه ای تکراری و نخ نما عنوان کرد و از شخصیت‌پردازی، دیالوگ‌ها و پایان‌بندی کلیشه ای آن انتقاد کرد. «علی سیف‌الهی» بی‌مادر را فیلمی بلاتکلیف و خنثی توصیف کرد و آن را شروعی ناامید کننده برای کارگردان دانست. تسنیم فیلم را از جهت سوژه تکراری، بازی‌های غلو شده، شعارزدگی و نقص در فیلمنامه مورد نقد قرار داد. «مجتبی اردشیری» در روزنامه فرهیختگان نوشت: «بی‌مادر، فیلم کم‌مایه‌ای است. قصد دارد سنگ بزرگی بردارد اما نه مقدمه‌چینی لازم برای ورود به این مبحث را انجام می‌دهد و نه در ادامه، پرداخت‌هایی صورت می‌دهد که بپذیریم، با فیلمی جدی و بزرگ مواجه هستیم. بی‌مادر در ایده‌آل‌ترین شکل خود، تله‌فیلمی متوسط است که جایش در بخش رقابتی جشنواره فجر نیست.»

### جوایز و نامزدی‌ها
این فیلم برنده جایزه بهترین فیلم جشنواره بین‌المللی فیلم داکا و بهترین کارگردانی جشنواره بین‌المللی رینبو لندن در سال ۲۰۲۳ شده است.